# Delia egleformis
Delia egleformis är en tvåvingeart som först beskrevs av Huckett 1929.  Delia egleformis ingår i släktet Delia och familjen blomsterflugor. Inga underarter finns listade i Catalogue of Life.